# Кафана Маргер у Нишу
Кафана Маргер у Нишу је била једна од најпознатијих и култних кафана у јужном делу Обреновићеве улице према подножју Горице, код Саборне цркве, с краја 19. и у првој половини 20. века, Срушена је 1955. ради изградње велике стамбене зграде.

## Положај
Кафана се налазила на јужном крају „Покривене чаршије” (касније Обреновићеве и Победине улице), и тргу краљице Наталије, у близини Саборне цркве на једном њеном углу.

## Име кафане
Кафана „Маргер” је добила име по власнику кафане Ђоки Маркеру који је некада „маркирао”, односно снимао одигране партије билијар и домине гостију у његовој кафани,. Због тога су му гости кафића дали надимак „Маркер“. Пошто је газда Ђока имао проблем са изговором слова к, које је изговарао као г, у знак поштовања његов надимак и назив кафане нишлије су променили су назив „Маргер“.
Поред кафане и целе градска четврт Ниша, и дан данас (иако је кафана срушена) носи назив Маргер.

## Историја кафане
Саграђена је око 1870. године, у периоду Осмалијске власти, само осам година пре него што је Ниш ушао у састав Кнежевине Србије. 
Још у моменту градње била је то старомодна зграда, од лошег материјала, у тадашњем оријенталном стилу, која се састојала од приземља и спрата. Испред кафане се налазио један велики багрем, посађен 50 година пре оснивања кафане, који је правио велику хладовину гостима који су седели у летњој башти испред кафане. По наређењу општинске владе, овај багрем је неколико година касније уклоњен.
За време Османске власти кафана је носила назив Газина кафана, а потом је по неком Ђоки Маргеру који је радио у њој добила име каафана „Маргер”. Назив је задржала све до краја њеног постојања.  
После је кафану купио, познати и чувени нишки поп Петар Икономовић, један од челних људи Нишког комитета и национални борац за ослобођење Ниша од Османлија, учесник више ратова вођених на простору југоисточне Србије у другој половини 19. века.  Након Икономовићеве смрт 1877. године његови наследниици су кафану продали браћи Живковић, који су имали надимак „Чуруши”, јер су као врло страствени пушачи много чурили дуван.

### Изглед и атмосфера у кафани
Кафан Маргер је током деветнаестог века биле најповлашћеније и најпостојаније место нишког културног модела, као сценски издвојен простор на коме су се сусретали познати и непознати људи, осим када су се  окупљали на саборима, славамаи теферичима.  Као јавни простора, кафана Маргер је задовољавала потребу за дружењем, али само мушких чланова нишког друштва, других прилика за излазак у граду готово да није ни било. Ту су посетиоци кафане Маргер са саговорницима размењивале истините или измишљене новости, истините или вероватне приче, које су уобличаване, дограђиване, и преношене.
Тадашњи друштвени живот Ниша, као део културног и јавног живота и менталитета србијанског човека, који се ретко затварао у круг куће и породице, одвијао се у кафанама, због посебно изграђеног односа према кафанској атмосфери и животу у њој.
Како је кафана Маргер изгледала, и каква је у њој била атмосфера најбоље говори цитат једног од савременаника и честих гостију кафане:
У кафани је увек мирно. Увек види се покакав још стари Нишлија и пензионер, па пију кафу или чај и играју или домине или карте у по једно пиће. А по нешто се тихо разговара о прошлости. Песме и вике никад. А шале има. Кафана је чиста, а газда јавашлија. Он се много не секира. Пазар није богзна какав али је он задовољан. Задовољан је јер су људи сви озбиљни и виђени и не праве ларму. Попију по коју чашицу вина, ракије или кафу па иду.
Испијање кафе у кафани Маргер  и другим нишким кафанама чинило је нишку свакодневицу; уз њу су се склапали послови, решавали проблеми или само уживало. Како год, она се најпре пекла, па млела и потом у ибрику или џезви кувала, а сркала из филџана, будући да се пила врућа и обавезно натенане, у друштву, и то с мераком.

### Знаменити гости кафане
У кафани су се традиционално сакупљали сви нишки интелектуалци. У њој су за кафанским столом дружећи се време проводили професор и књижевник Стеван Сремац, који је био гурман, посвећен кафанском дружењу и севдалијском расположењу, и одмереном уживању у јелу и пићу (печеној јагњетини ћурлинском црном вину које је обожавао),  као и други професори Гимназије и Учитељске школе, нишки глумци, општински службеници, пандури и из литературе Стевана Сремца познати ловац Калча. Поред наведених личности у кафану Маргер су често свраћале и ове знамените личности Ниша: Мита Коцић, Антоглински, трговац, Михајло Хаџи Нешић, звани Жабота, Гаврило Смиљанкић, Бојаџићи, Ђока Јанковић, дугогодишњи Нишки кмет, Ђорђе Прша, такође дугогодишњ кмет, Миле Вачић, трговац и кмет и многи други виђени трговци — еснафлије. Међу гостима је био и Коле Рашић, војвода, који је својим шалама и разним вицевима увек оживљавао атмосферу кафане. 

Често боравећи у кафани Маргер Стеван Сремац, познат и  као „писац са бележницом”, у њој је прибављао „материјал” за своја књижевна дела о старом Нишу.
Седење у „Маргеру" било је у доброј мери значајно за настанак "Ивкове славе", јер се ту (Стеван Сремац) састајао са будућим јунацима ове приповетке Живком Мијалковићем, јорганджијом, будућим Ивком, Микаилом Николићем Калчом, обућаром Љубомиром Кнежевићем, Курјаком, браваром Јованом Ђорђевићем Смуком и многим другим. 
Због њене близине са највећом нишком црквом — Саборном црквом, после верске службе у кафану  Маргер се свраћало на чашицу ракије и обавезну кафу скувану у џезви на мангалу. Тако је деценијама ова кафана била и „остала збориште старих Нишлија”.
Како је и Старо нишко гробља под Горицим, било на само двестотак метара удаљено од кафане у њу су често свраћали и уморни и ожалошћени поклоници гробља, или они који су уз чашицу ракије или вина, желели да одају последњу почаст покојнику чијој су сахрани управо присуствовали.

## Кафана после Другог светског рата
После Другог светског рата у Нишу су одузети сви приватни дућани, кафане и хотели, па је тако и власнику одузета и култна кафана „Маргер” која је уступљена омладинској организацији града у којој су они основали студенстски клуб „Индекс”. 
Зграда сада већ бивше кафане, у склопу реконструкције града срушена је 1955. године ради изградње велике стамбене зграде.